# Ravenhead
Ravenhead – wieś w Anglii, w hrabstwie ceremonialnym Merseyside, w dystrykcie metropolitalnym St Helens. Leży 17 km na wschód od centrum Liverpool i 279 km na północny zachód od Londynu.